# Cavallo morente
Il Cavallo morente, noto anche come cavallo della Rai, è una statua bronzea di Francesco Messina, realizzata tra il 1964 e il 1966 dalla Fonderia Artistica Battaglia di Milano ed esposta presso il palazzo della Direzione generale Rai di Roma.

## Storia
Lo scultore Francesco Messina fu incaricato di realizzare in Bolivia un monumento celebrativo in onore del rivoluzionario Simón Bolívar, al quale la nazione sudamericana deve l'indipendenza oltre che il nome, e nonostante avesse redatto alcuni disegni, tale monumento non fu mai realizzato in seguito all'aggravarsi delle condizioni economiche del paese rispetto agli alti costi di realizzazione. Nel 1964 tuttavia il vicedirettore generale Rai, Marcello Bernardi, rimase particolarmente colpito dai disegni dell'artista e gliene commissionò la realizzazione nell'ambito dei lavori per la costruzione della nuova sede centrale dell'azienda a Roma. Il cavallo disegnato da Messina fu realizzato tra il 1964 e il 1966 presso la Fonderia Artistica Battaglia di Milano, venendo trasportato lungo l'Autostrada del Sole a Roma dove fu inaugurato nella nuova sede centrale Rai il 5 novembre 1966. Le dimensioni importanti della scultura costrinsero anche il taglio della coda, che fu poi risaldata alla scultura dopo il suo arrivo a Roma.
Negli anni '90, la scultura presentava forti segni di degrado, dovuti principalmente all'inquinamento da smog, che costrinsero un restauro curato a titolo gratuito dall'Istituto centrale per il restauro sotto la direzione dello storico dell'arte Giuseppe Basile. Il restauro, che durò sei mesi, fu documentato in tutti i suoi passaggi da Rai Educational, venendo esposto al pubblico con la trasmissione Un Cavallo, un mito, realizzata nel 2000 dal giornalista Fernando Ferrigno.
Nel 2005 la statua fu al centro di una richiesta di pignoramento giudiziario nell'ambito di una causa di risarcimento da parte della Rai presentata da alcuni ex collaboratori.

## Descrizione
La scultura è in bronzo e si trova nel cortile dell'ingresso principale del palazzo della Direzione generale Rai, nel quartiere Della Vittoria a Roma. Il cavallo misura circa 4,6 metri d'altezza e 5,5 metri di lunghezza, con un peso complessivo di circa 25 quintali. Per realizzarla si è ricorso alla tecnica a cera persa: dal bozzetto si è ricavata una struttura portante in ferro e assicelle di legno su cui è stata stesa la cera per modellare l'opera.

## Critica
L'effettiva natura espressiva del cavallo è dibattuta; l'interpretazione originale come cavallo morente, e la conseguente denominazione, si potrebbero attribuire probabilmente al giornalista e scrittore Rai Franco Chiarenza, che scrivendo un libro sulla storia dell'azienda radiotelevisiva statale, intitolato appunto Il cavallo morente, lo ha interpretato come una metafora delle "antiche comunicazioni umane che soccombono di fronte alle nuove tecnologie". Lo storico dell'arte Giuseppe Basile, direttore del restauro degli anni '90, ha tuttavia sostenuto che data l'iniziale destinazione del disegno dell'opera ad un monumento celebrativo, il cavallo andrebbe inteso come "cavallo rampante" o più probabilmente come cavallo ferito pronto a rialzarsi.
L'autore stesso ha affermato che il cavallo viene ritratto dopo esser stato ferito in una lotta con altri cavalli nel momento in cui esprime la sua massima energia, richiamando l'immagine dell'ultimo canto del cigno prima di morire.